# Сьцегня
Сьцегня (пол. Ściegnia) — село в Польщі, у гміні Бодзентин Келецького повіту Свентокшиського воєводства.
Населення — 398 осіб (2011).
У 1975-1998 роках село належало до Келецького воєводства.

## Демографія
Демографічна структура на день 31 березня 2011 року:
|          | Загалом | Допрацездатний вік | Працездатний вік | Постпрацездатний вік |
| -------- | ------- | ------------------ | ---------------- | -------------------- |
| Чоловіки | 183     | 39                 | 124              | 20                   |
| Жінки    | 215     | 45                 | 120              | 50                   |
| Разом    | 398     | 84                 | 244              | 70                   |